# ديفونبورت،ديفون
ديفونبورت،ديفون (بالإنجليزية: Devonport, Devon)‏ هي معلم جغرافي تقع في المملكة المتحدة في بليموث.

## أعلام
- هارولد ولمان
- والتر فيتزجيرالد
- دونالد كاميرون
- بيتر أندرسون
- فريدريك ثورنتون بيترز
- جيمس كولنيت
- مارشال ستيفنز